# 池邉啓二
- 池辺啓二

池邉 啓二（いけべ けいじ、1982年8月23日 - ）は、日本の元社会人野球選手（外野手）。左投げ左打ち。JX-ENEOS野球部に所属していた。背番号10。和歌山県出身。

## 経歴
和歌山市立高積中時代はライトで八番であった。そのため、強豪校である智辯和歌山高から野球推薦の話があった時は非常に驚いたという。
智辯和歌山高に進学すると、2年の時には1999年の夏の甲子園で5番を打ちベスト4。新チームからは4番を任され、3年の時には2000年の春の甲子園で2試合連続本塁打を放ち準優勝、同年夏の甲子園では優勝メンバー入りを果たした。プロ野球東京ヤクルトスワローズの武内晋一は高校の1年後輩にあたる。高校通算41本塁打。
高校卒業後は、2001年に慶應義塾大学に進学し硬式野球部に入部する。1年次からリーグ戦に出場するも、高校時代と比べて成績が振るわなかった。これについては大学時代は（高校時代と比べて）自主性を重んじる風潮で練習量が少なかったことが原因であったためであり、練習量を増やすと成績は向上し、4年次春リーグではベストナインに輝き、4年次秋リーグでは優勝を経験する。
大学卒業後は、2005年に新日本石油に入社して新日本石油ENEOSに所属。同年シーズンのスタートにあたるJABA東京スポニチ大会で新人賞を獲得するなど活躍を続け、ルーキーイヤーに社会人ベストナインを獲得した。
その後も、2014年までの在籍した10年間全てで都市対抗野球大会に出場、優勝を5回経験（自チーム3回・補強選手2回）。社会人ベストナインを3度獲得し、また大学・社会人を通じて9回の日本代表選出経験を持つなど、西郷泰之に次ぐ社会人野球を代表する野手として「ミスター社会人」と呼ばれた。
2014年、秋季神奈川県大会終了後に引退することを発表した。引退後はENEOSで社業に就く。
2019年7月6日、社会人野球での実績が評価され、日本野球連盟が制定した「社会人野球　平成ベストナイン」に選出された。
現在は千葉県内の軟式クラブチームであるGUREA B.C（グレアベースボールクラブ）に所属している。

## 人物
2学年上の兄も智弁和歌山の野球部に所属しており、1998年の夏の甲子園に出場した。

## 日本代表キャリア
- 第2回世界大学野球選手権日本代表（2004年）
- 第23回アジア野球選手権大会日本代表（2005年）
- 第36回IBAFワールドカップ日本代表（2005年）
- 第23回ハーレムベースボールウィーク日本代表（2006年）
- 第15回アジア競技大会野球日本代表（2006年）
- 第38回IBAFワールドカップ日本代表（2009年）
- 第25回アジア野球選手権大会日本代表（2009年）
- 第16回アジア競技大会野球日本代表（2010年）
- 第39回IBAFワールドカップ日本代表（2011年）

## 主な表彰・タイトル
- 第76回都市対抗野球大会（2005年）若獅子賞・大会優秀選手（外野手）
- 第33回社会人野球日本選手権大会（2006年）大会優秀選手（外野手）
- 第81回都市対抗野球大会（2010年）打撃賞・大会優秀選手（指名打者）
- 第38回社会人野球日本選手権大会（2012年）首位打者賞・大会優秀選手（指名打者）
- 第60回JABA東京スポニチ大会（2005年）新人賞
- 第63回JABA東京スポニチ大会（2008年）打撃賞
- 第64回JABA東京スポニチ大会（2009年）MVP・打撃賞
- 社会人ベストナイン3回（2005年・外野手、2010年・2012年・指名打者）
- 都市対抗野球大会10年連続出場（2014年）
- 平成のベストナイン(2019年)